# Aleksandr Vvedenski (schrijver)

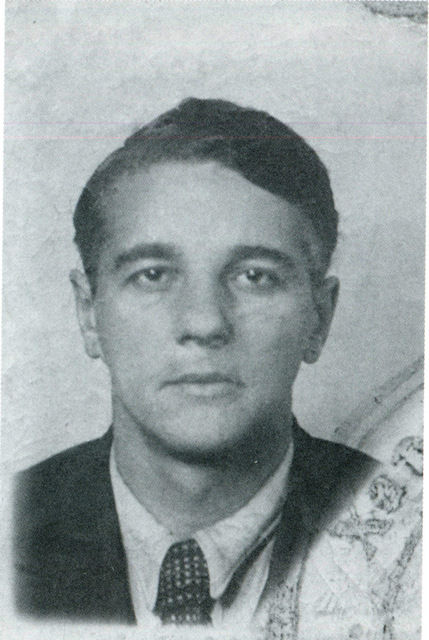
Aleksandr Vvedenski

Aleksandr Ivanovitsj Vvedenski (Russisch: Александр Иванович Введенский) (Sint-Petersburg, 23 november 1904 – Charkov, 20 december 1941) was een Russisch schrijver en dichter.

## Leven en werk
Vvedenski was een schrijver uit de absurdistische school. In 1926 richtte hij samen met onder meer Daniil Charms en Nikolaj Zabolotski de experimenteel-literaire groep OBERIU op, die vooral ook theaterhappenings organiseerde. De groep zette zich af tegen de logica in de kunst, ze gaven het traditionele denken op en zochten hun toevlucht in het “natuurlijke denken” (associatief). Ze willen geen “zin” geven aan de dingen of orde scheppen in de chaos, geen consequente handeling, hoofdfiguren hebben geen identiteit. De mens is vervreemd en leidt een zinloos bestaan. Toonaangevende literatuurfunctionarissen maakten ernstig bezwaar tegen de publicaties van OBERIU en daarmee van Vvedenski. De doodsteek kwam toen ze in 1930 beschuldigd werden van protest tegen de dictatuur van het proletariaat. Vvedenski kon nog een tijdlang “vluchten” in de kinderliteratuur, waar hij zijn natuurlijk denken kon botvieren (in de jaren dertig schreef hij meer dan dertig kinderboeken), maar in 1937 werd hij uiteindelijk toch, net als Charms, gearresteerd. Hij overleed op 20 december 1941 tijdens een gevangenentransport bij Charkov.
Vvdenski's absurdistische drama "Kerstmis bij de Ivanovs" verscheen in 1978 in Nederlandse vertaling in de reeks Russische Miniaturen van Van Oorschot, onder de titel "Bam en ander proza", samen met werk van Charms en Kazakov.

## Citaat
Petja Perov (het knaapje van één jaar): Krijgen we een kerstboom? Ja? Of opeens weer niet? Of opeens ga ik dood?
Kinderjuffrouw (somber als een stinkdier): Poedele poedele Petja Perov! Zeep je oortjes en je halsje in. Jij kunt immers nog niet praten.
(Enzovoort. Uit "Kerstmis bij de Ivanovs")